# Dmitrij Starodubtsev
Dmitrij Andrejevitj Starodubtsev (ryska: Дмитрий Андреевич Стародубцев), född den 3 januari 1986 i Tjeljabinsk i Sovjetunionen (nu Ryssland), är en rysk friidrottare som tävlar i stavhopp.
Starodubtsev var framgångsrik som junior med VM-guld 2004 och EM-guld 2005. Hans första mästerskapsfinal som senior var finalen vid inomhus-EM 2007 då han slutade sexa med ett hopp på 5,41.
Han var även i final vid Olympiska sommarspelen 2008 då han slutade sexa efter att ha klarat 5,70.

## Personliga rekord
- Stavhopp - 5,75 meter